# Douze basiliques romanes de Cologne
Siège de l'archidiocèse de Cologne depuis le VIIIe siècle, la ville de Cologne possède un grand nombre d'églises médiévales d'architecture de style roman ou gothique. Le style roman est particulièrement bien représenté. L'église romane la plus remarquable a été remplacée en 1248 par la cathédrale gothique actuelle (Kölner Dom) ; il s'agissait de la cathédrale carolingienne (Alter Dom) qui comportait deux chœurs, deux transepts, deux tours-lanternes, un massif occidental, des bas-côtés et un plan tréflé.
La remarquable série des douze grandes basiliques romanes de style rhénan est située dans le centre-ville de Cologne : deux à l'intérieur de l'enceinte romaine construite en 70 ap. J.-C., une à l'intérieur de la première extension de 950, six à l'intérieur de la seconde extension de 1106 et trois à l'intérieur de la troisième extension de 1180 :
- St. Andreas, située Komödienstr.
- St. Aposteln, située Place Neumarkt
- St. Caecilien, située Caecilienstr. et devenue le musée Schnütgen-Museum
- St. Georg, située Georgsplatz
- St. Gereon, située Gereonsdriesch
- St. Kunibert, située Kunibertsklostergasse
- St. Maria im Kapitol, située Marienplatz
- St. Maria Lyskirchen, située An Lyskirchen
- Gross St. Martin, située An Groß St. Martin
- St. Pantaleon, située Am Pantaleonsberg, consacrée en 980 et agrandie en 1160
- St. Severin, située Im ferkulum
- St. Ursula, située Ursulakloster

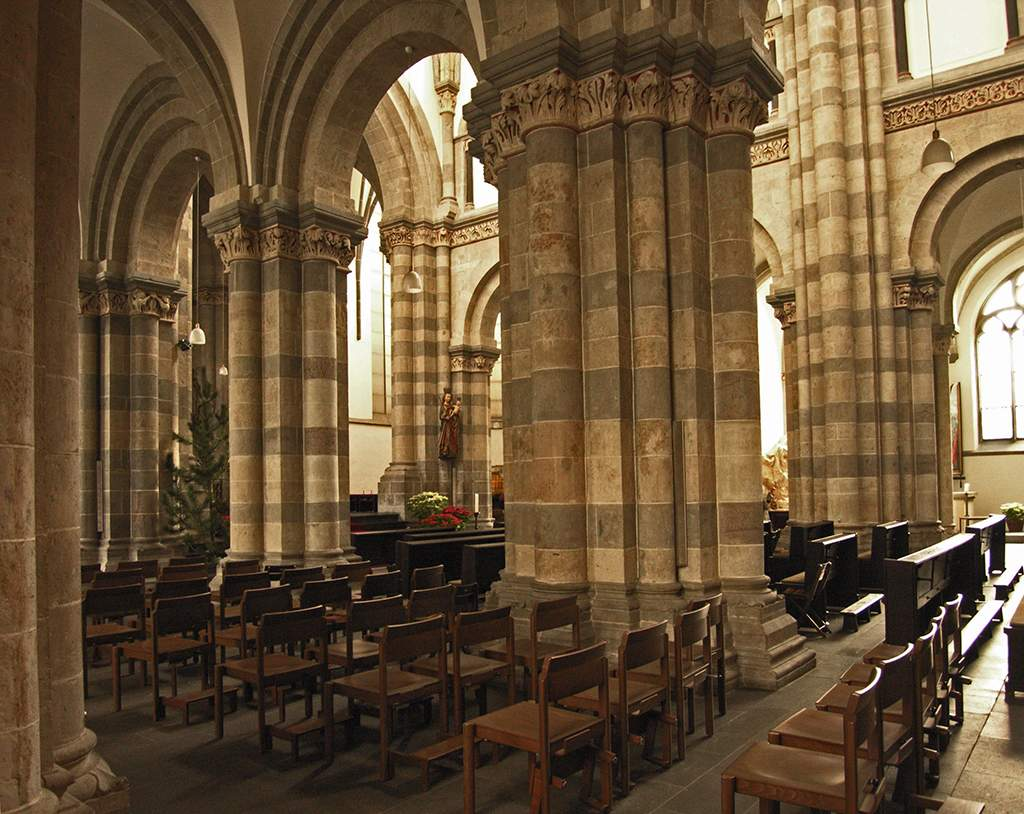
intérieur de St. Andreas
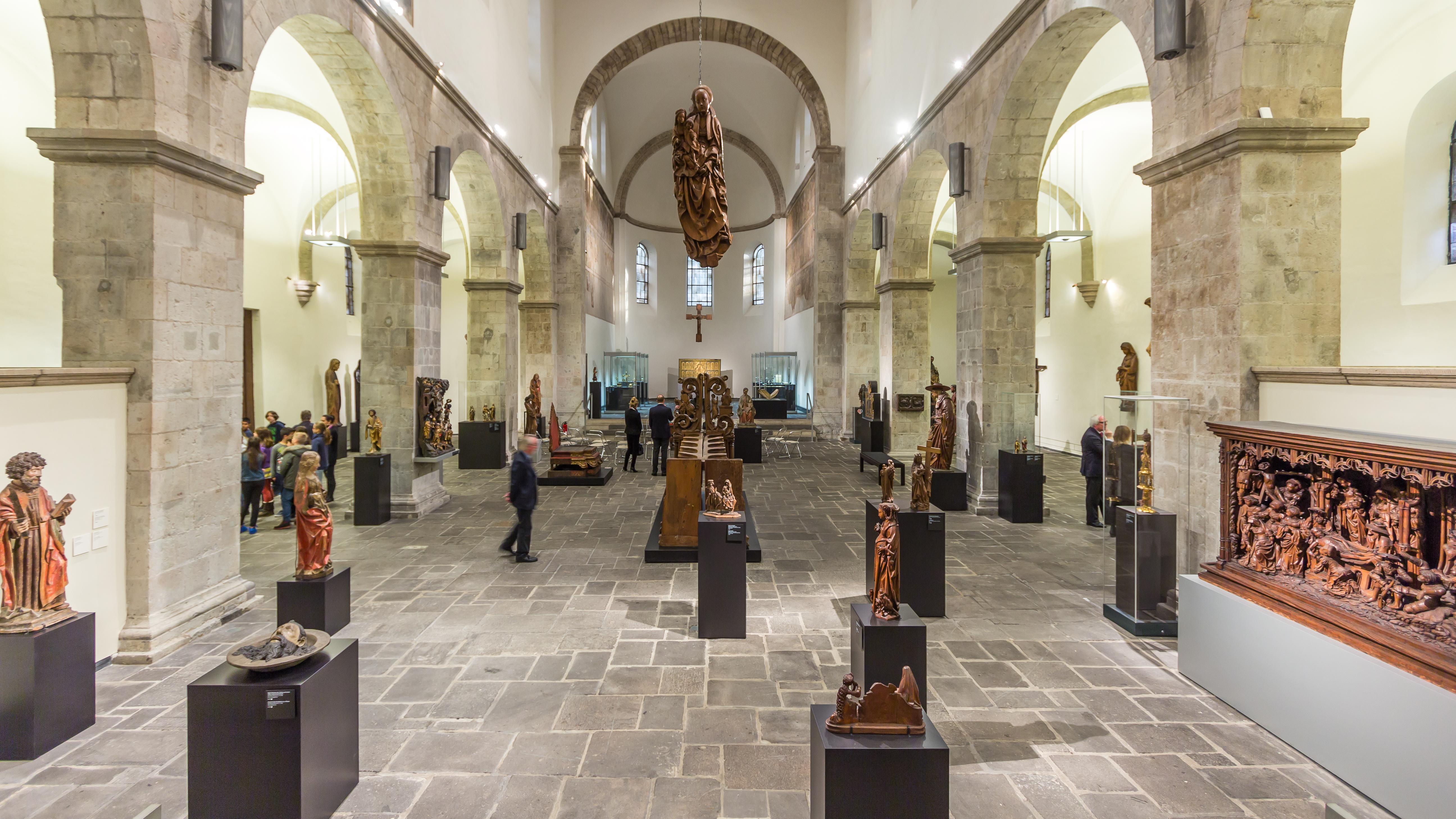
intérieur de St. Cecilia
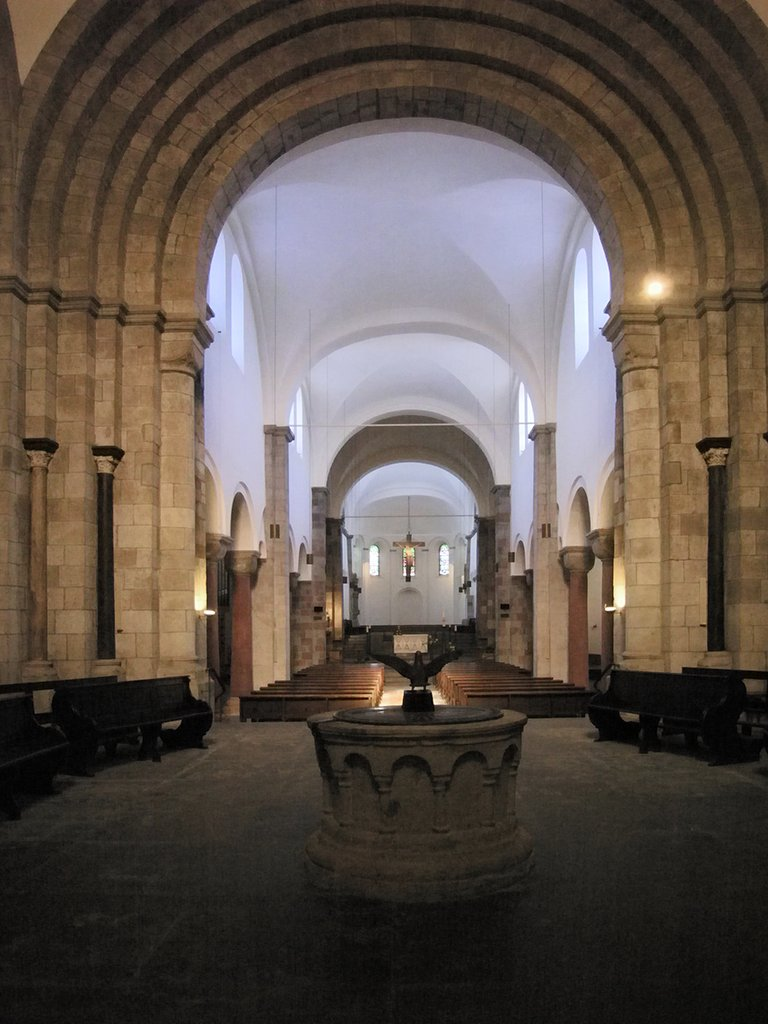
intérieur de St. Georg
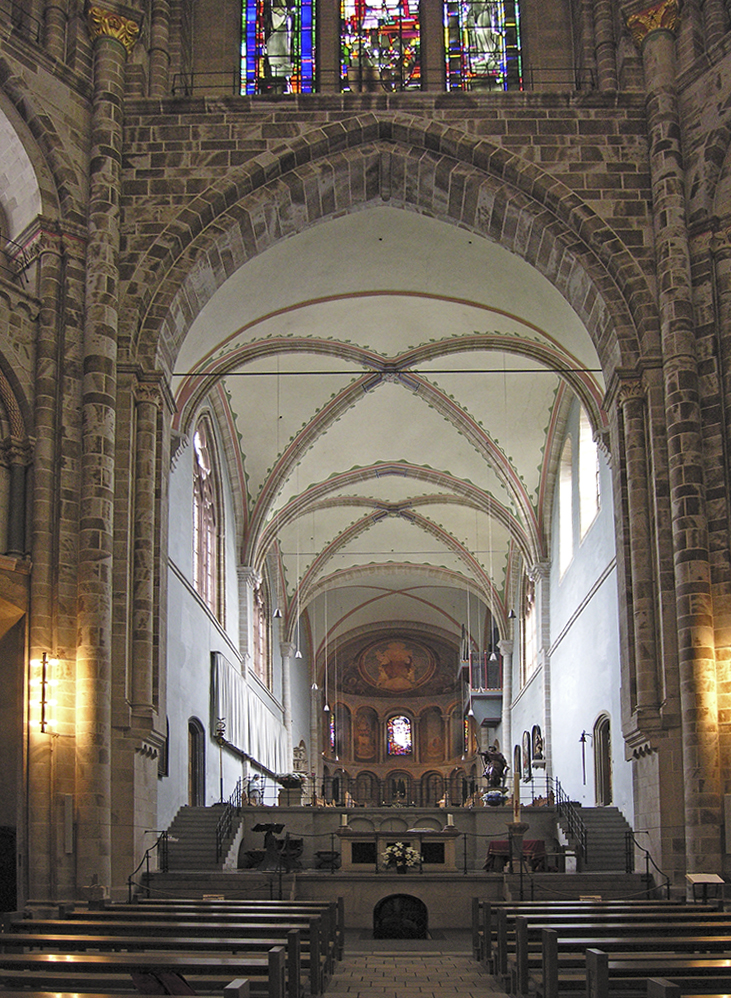
intérieur de St. Gereon
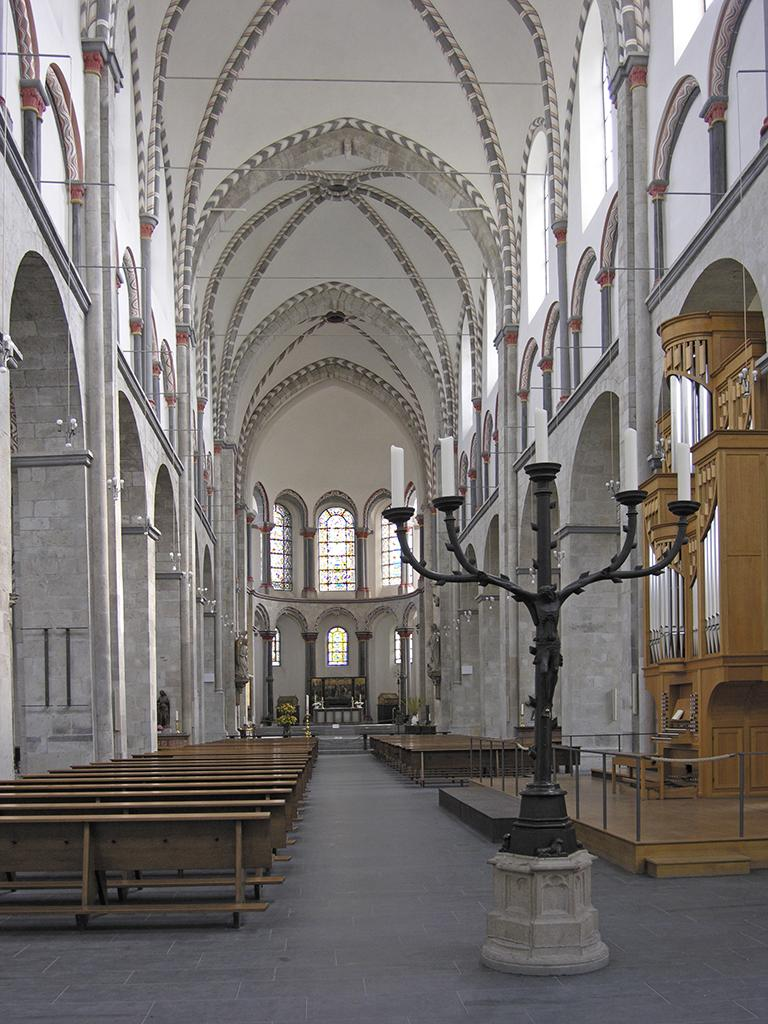
intérieur de St. Kunibert
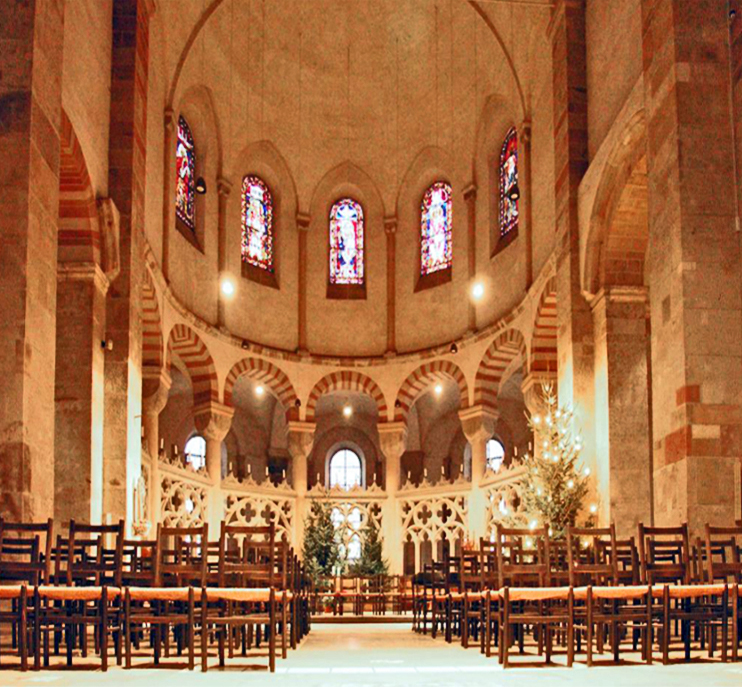
intérieur de St. Maria im Kapitol
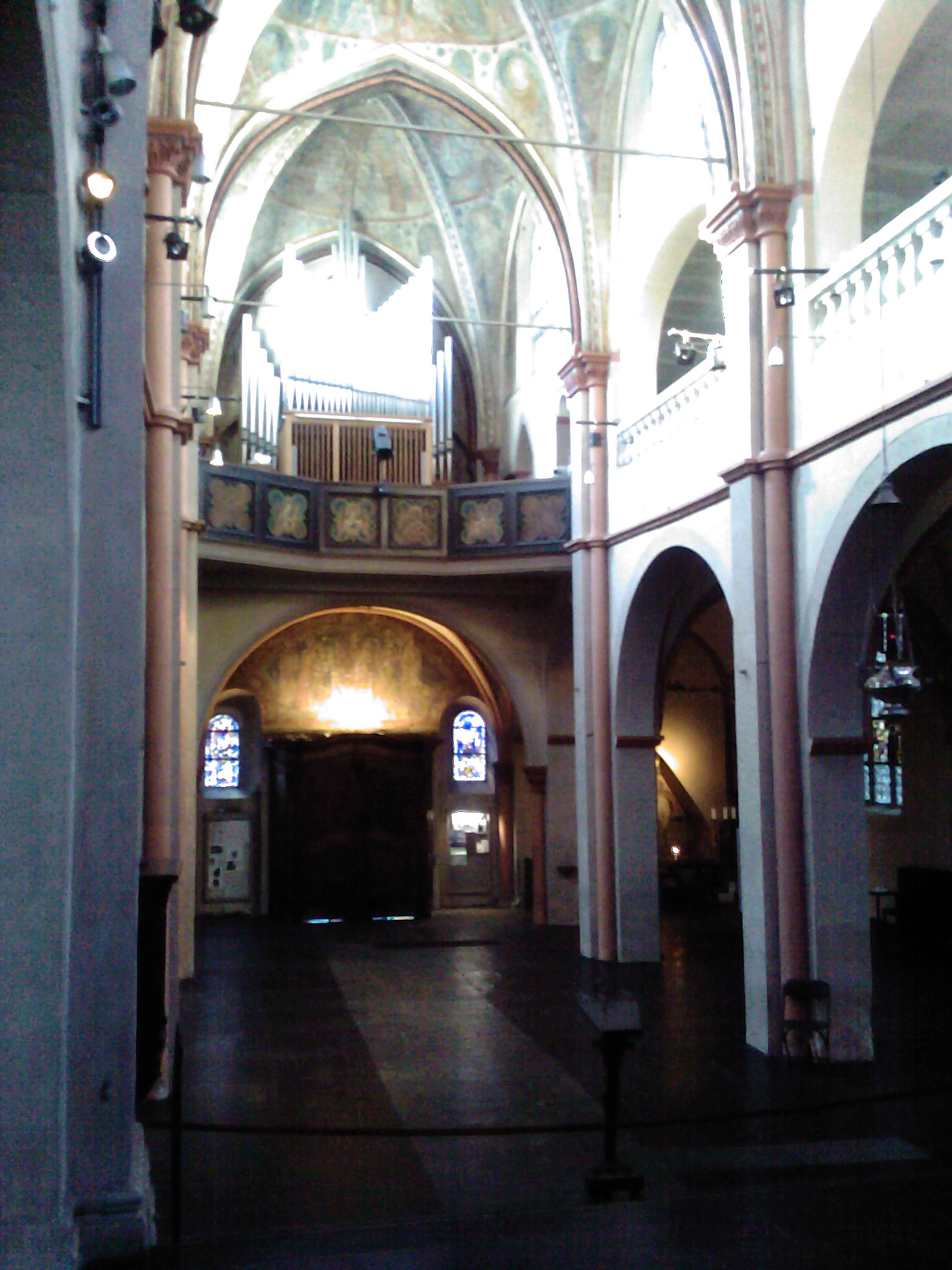
intérieur de St. Maria in Lyskirchen
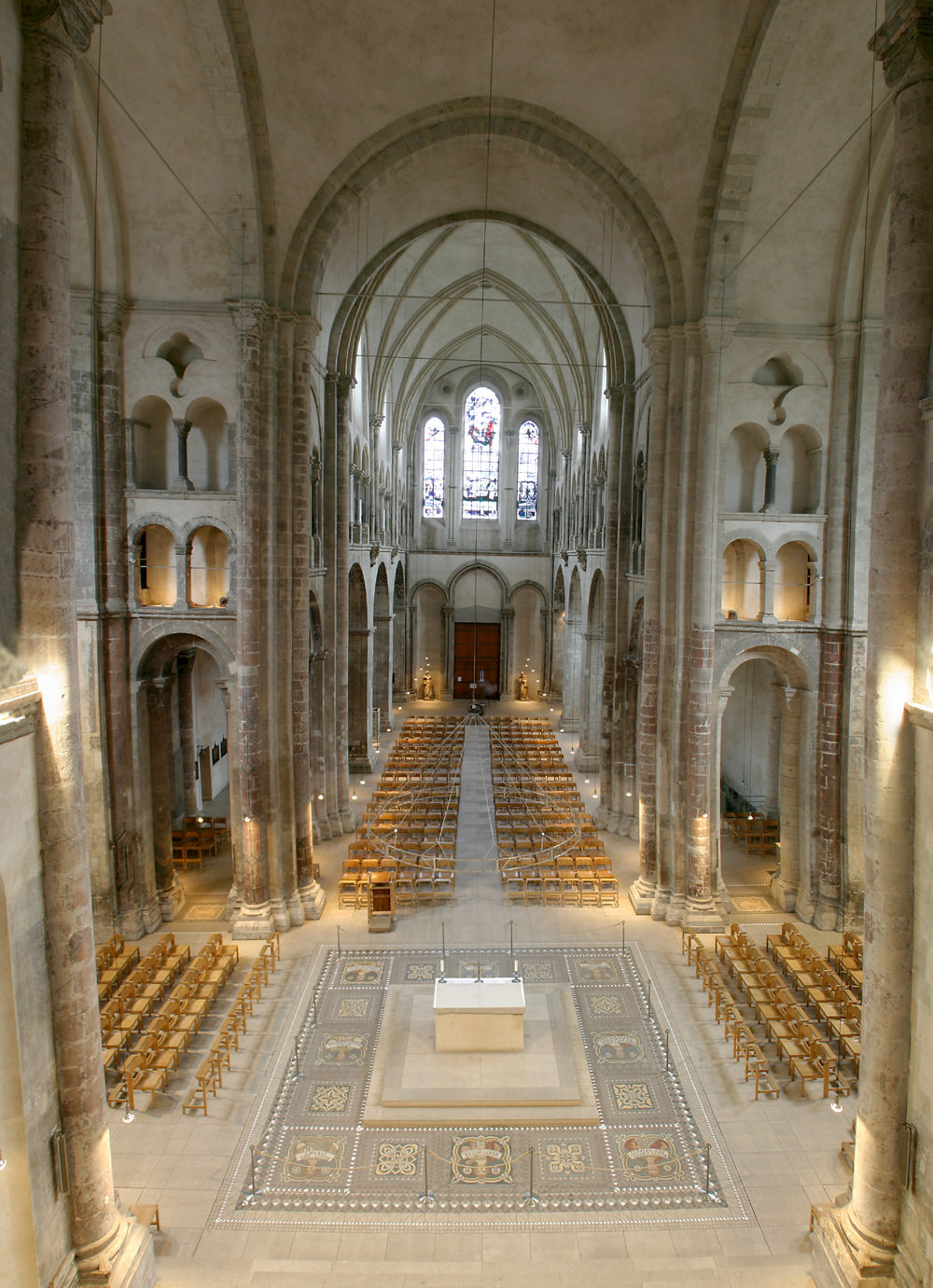
intérieur de Groß St. Martin
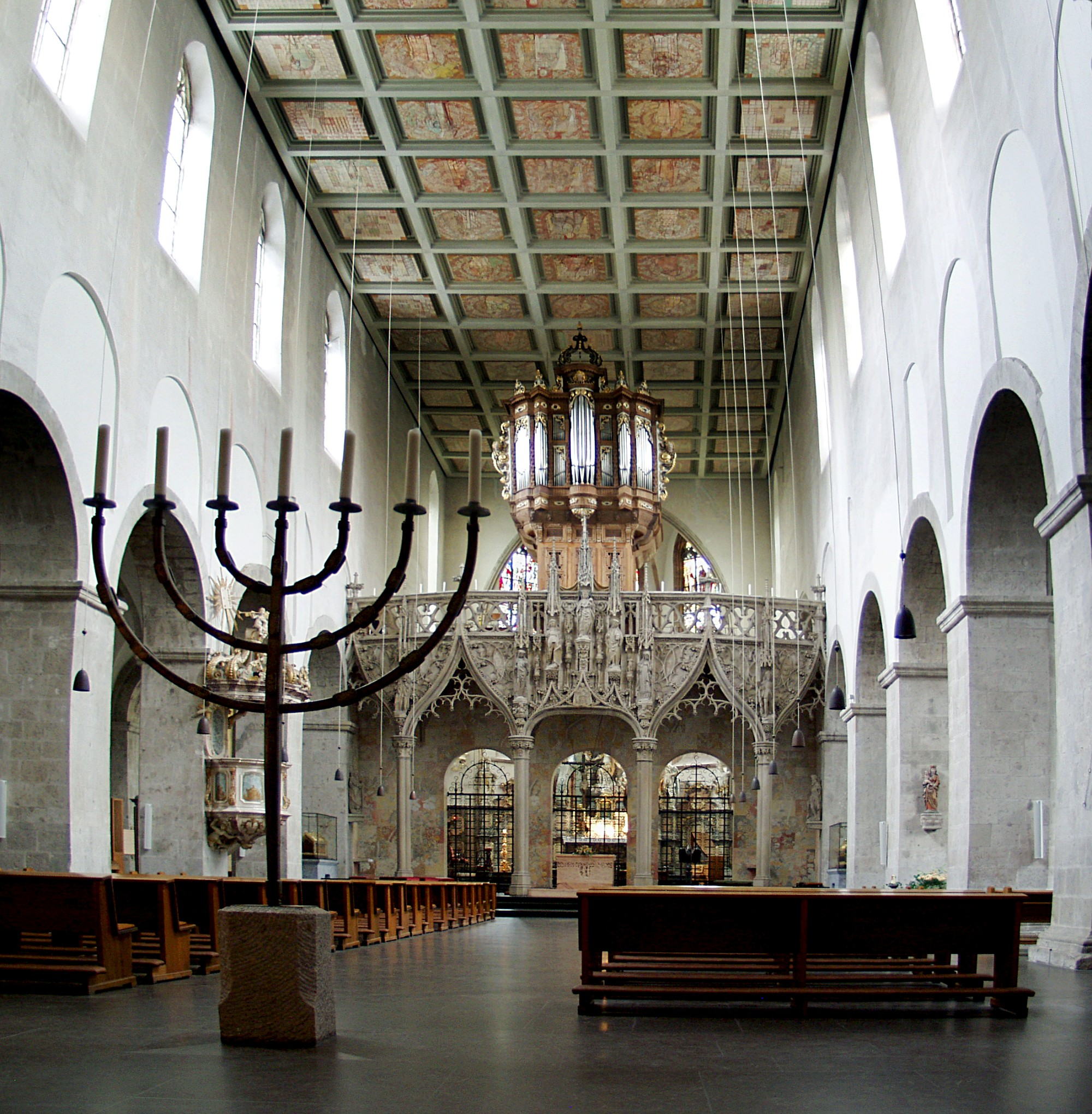
intérieur de St. Pantaleon
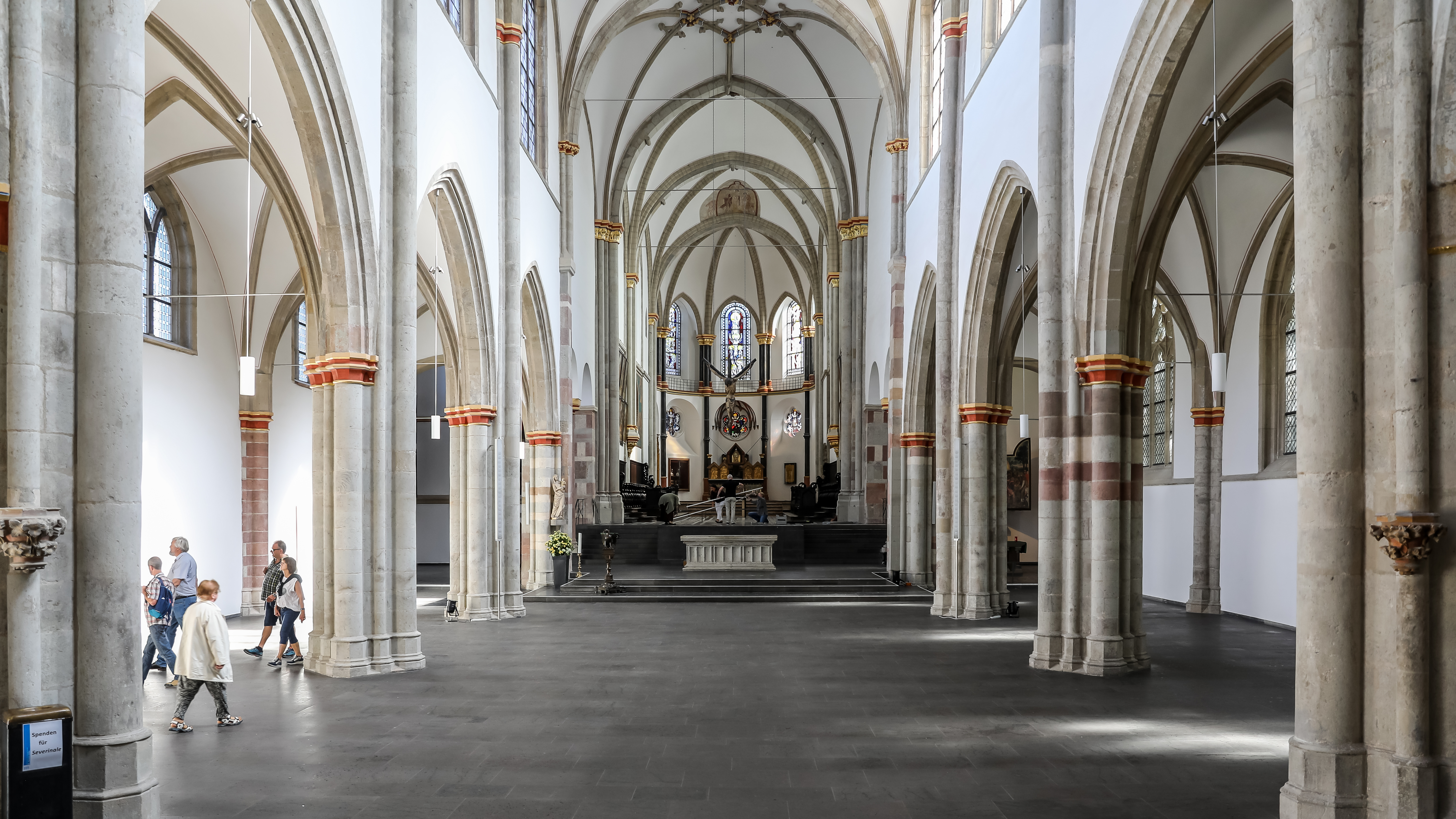
intérieur de St. Severin
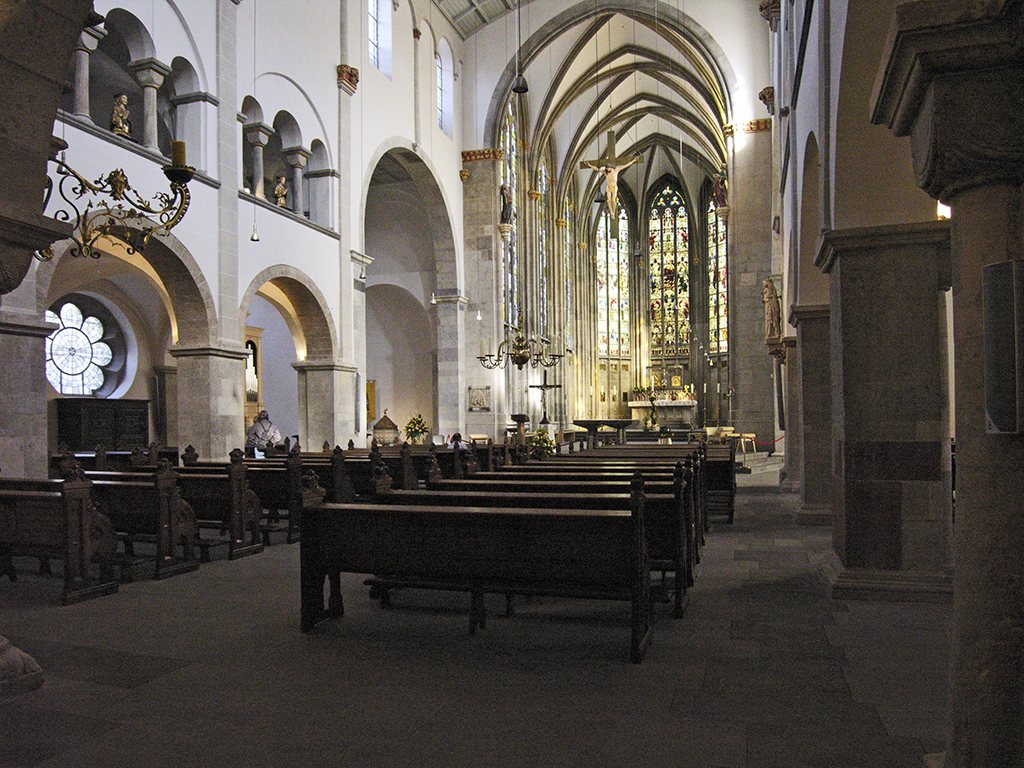
intérieur de St. Ursula

Dans le vocabulaire architectural, le terme basilique désigne une église sans transept. La basilique est la forme primitive et fondamentale du temple chrétien. À la différence de la basilique civile romaine, on y pénètre par le pignon (le petit côté).
Ces douze grandes basiliques romanes ont été restaurées après les destructions de 1943 et 1944 ; elles sont placées sous la protection du Förderverein Romanische Kirchen Köln (Association d'aide aux églises romanes de Cologne). Cette association protège également treize églises romanes situées à l'extérieur de l'enceinte médiévale : Alt St. Heribert, St. Nikolaus, St. Martinus, St. Cornelius (Alter Turm), Krieler Dömchen St. Stephanus, St. Severin, St. Brictius, St. Michael, Alt St. Katharina, St. Martin, St. Amandus, Alt St. Maternus (Kapellchen), Nikolauskapelle, ainsi que quatre églises paroissiales : St. Johann Baptist, St. Peter, Alt St. Alban, St. Kolumba.